# پرستودریایی تاج‌برفی
پرستودریایی تاج‌برفی (نام علمی: Sterna trudeaui) نام یک گونه از سرده پرستودریایی‌ها است.